# Pilsbryspira albocincta
Pilsbryspira albocincta är en snäckart som först beskrevs av C. B. Adams 1845.  Pilsbryspira albocincta ingår i släktet Pilsbryspira och familjen Turridae. Inga underarter finns listade i Catalogue of Life.